# Dylan (album 1973)
Dylan – album wokalisty Boba Dylana. Wydawnictwo ukazało się w 1973 roku nakładem Columbia Records.

## Historia i charakter albumu
W 1973 r. Dylan podpisał kontrakt z ówczesną firmą Davida Geffena Asylum. Zarząd Columbii po odejściu artysty wydał album Dylan.
Album był zbiorem odrzuconych utworów studyjnych oraz piosenek, które grał w studiu z zespołem dla rozgrzewki przed nagraniami. Utwory te pochodziły z sesji nagraniowych do Self Portrait i New Morning. Na albumie znalazły się w dodatku tylko cudze kompozycje, m.in. nietypowa wersja przeboju Joni Mitchell „Big Yellow Taxi”, „indiańska” „Ballad of Ira Hayes” Pete’a LaFarge’a, „Mr. Bojangles” Jerry’ego Jeffa Walkera i sentymentalny przebój Elvisa Presleya „Can’t Help Falling in Love”.
Elementem albumu była okładka, będąca popartową serigrafią wykonaną według fotograficznego portretu Dylana sfotografowanego przez Ala Claytona.
Album ten, oceniany przez krytyków nawet jeszcze niżej niż Self Portrait, nieoczekiwanie dotarł do 17. pozycji na liście Billboardu i stał się 8. złotym albumem Dylana.

## Muzycy
Sesja pierwsza i druga do albumu Self Portrait
- Bob Dylan – gitara, harmonijka, wokal, pianino
- Norman Blake – gitara
- Fred Carter, Jr. – gitara
- Pete Drake – elektryczna gitara hawajska
- Bob Moore – gitara basowa
- Bill Pursell – pianino
- Kenneth Buttrey – perkusja

Sesja trzecia, czwarta, piąta, szósta i siódma do New Morning
- Bob Dylan – gitara, harmonijka, wokal, pianino
- Al Kooper – gitara, pianino, wokal
- Charlie Daniels – gitara basowa
- Ron Cornelius – gitara
- Russ Kunkel – perkusja
- Hilda Harris – chórki
- Albertine Robinson – chórki
- Maeretha Stewart – chórki

## Lista utworów
| 1. | "Lily of the West"[a]             | 3:44  |
|    |                                   |       |
| 2. | "Can’t Help Falling in Love”[b]   | 4:17  |
|    |                                   |       |
| 3. | "Sarah Jane"[c]                   | 2:43  |
|    |                                   |       |
| 4. | "The Ballad of Ira Hayes"[d]      | 5:08  |
|    |                                   |       |
| 5. | "Mr. Bojangles"[c]                | 5:31  |
|    |                                   |       |
| 6. | "Mary Ann"[c]                     | 2:40  |
|    |                                   |       |
| 7. | "Big Yellow Taxi"[e]              | 2:12  |
|    |                                   |       |
| 8. | "A Fool Such as I”[f]             | 2:41  |
|    |                                   |       |
| 9. | "Spanish Is the Loving Tongue"[f] | 4:13  |
|    |                                   |       |
|    |                                   | 33:09 |
|    |                                   |       |

## Listy przebojów
| Rok  | Lista                        | Pozycja |
| ---- | ---------------------------- | ------- |
| 1973 | Billboard USA. Albumy popowe | 17      |